# Amarygmus cuprarius
Amarygmus cuprarius es una especie de escarabajo del género Amarygmus, categorizada en la tribu Amarygmini, de la subfamilia Tenebrioninae. Fue descrita por Weber en 1801.
Se distribuye por Asia: Indonesia, Nepal, norte de la India, Birmania, Tailandia, Laos, sur de China, Japón (islas de Okinawa), Borneo, Java, Célebes, Filipinas y Molucas del Sur.